# Strobilanthes teysmanni
Strobilanthes teysmanni är en akantusväxtart som beskrevs av Friedrich Anton Wilhelm Miquel. Strobilanthes teysmanni ingår i släktet Strobilanthes och familjen akantusväxter. Inga underarter finns listade i Catalogue of Life.